# Graurötelmaus
Die Graurötelmaus (Myodes rufocanus) ist eine Art der Wühlmäuse aus der Gattung der Rötelmäuse.

## Beschreibung
Die Graurötelmaus hat eine charakteristische Zeichnung mit einem rotbraunen Rücken, blaugrauen Seitenstreifen und Wangen und einem hellgrauen Bauch. Sie zählt mit einer Kopfrumpflänge von 90 bis 135 Millimeter zu den verhältnismäßig großen Wühlmäusen. Der Schwanz ist 25 bis 45 Millimeter lang und nimmt etwa 25 % der Gesamtlänge ein. Das Gewicht der Maus liegt zwischen 20 und 50 Gramm.

## Verbreitung

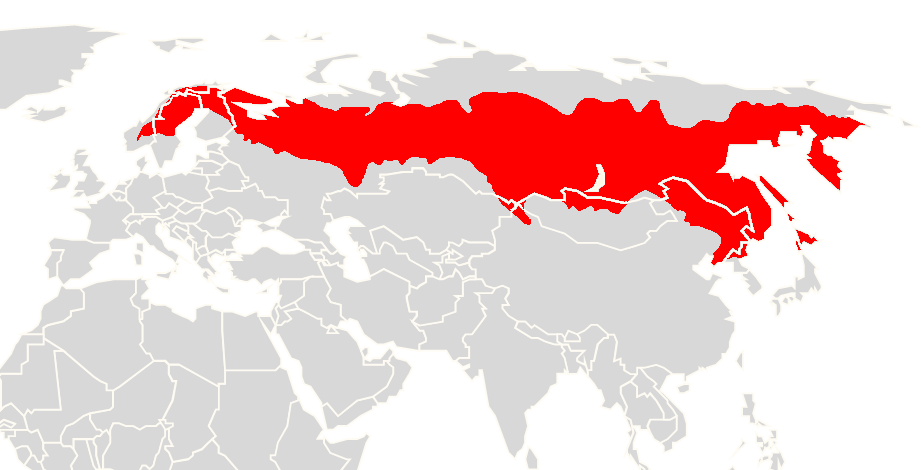
Verbreitungsgebiet laut IUCN

Diese Art lebt in Skandinavien nördlich des 65. Breitengrades und in der russischen Taiga.

## Lebensweise
Die Graurötelmaus ist ein geschickter Kletterer und Schwimmer. Im Erdreich gräbt sie nur ungern, sondern nutzt lieber die vorhandenen Löcher. Dagegen gräbt sie im Winter lange Gangsysteme im Schnee über der Erdoberfläche. Das kugelförmige Nest liegt direkt über dem Boden und wird mit Gras, Zweigen, Birkenrinde und Halmen ausgepolstert.
Die Sommernester liegen für gewöhnlich unter Wurzeln oder Steinen und manchmal auch in Bäumen. Die Graurötelmaus bevorzugt bergiges Gelände kann aber im hohen Norden auch in Küstennähe vorkommen. Sie ist hauptsächlich ein dämmerungsaktives Tier, doch im Sommer sieht man sie manchmal auch in der Tagesmitte.
Die Nahrung besteht überwiegend aus Blättern und Kräutern. Sie frisst weiterhin Beeren und im Winter auch Rinde und Zweige. Der schwedische Zoologe Kai Curry-Lindahl gibt an, dass sie auch tierische Nahrung zu sich nehmen kann.

## Fortpflanzung
Jedes Weibchen besitzt ein Revier und paart sich mit mehreren Männchen. Die Paarungszeit reicht von Mai bis September. Pro Wurf werden 2 bis 10 (gewöhnlich 5 bis 6) Jungtiere zur Welt gebracht. Jedes Jahr sind 3 bis 4 Würfe möglich.